# Pleo

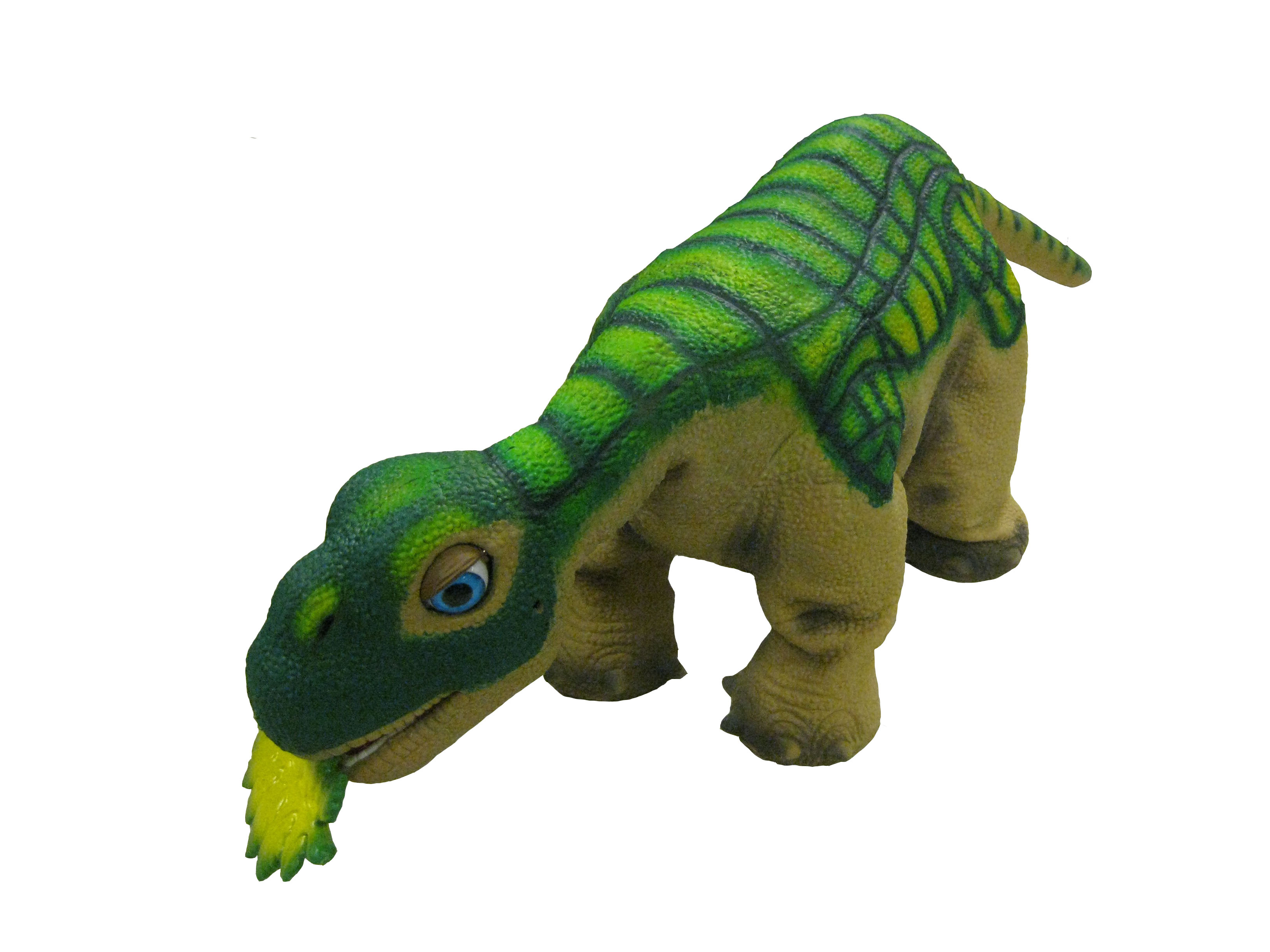
Pleo

Pleo es un robot mascota de la empresa Ugobe, con la forma de un pequeño Camarasaurio de una semana, es una mascota virtual parecida al Furby de Hasbro.
Fue originalmente diseñado por Caleb Chung, cocreador del Furby, que seleccionó esa forma debido a que esa especie poseía unas medidas idóneas para alojar en la cabeza y las extremidades los motores y sensores necesarios para simular eficientemente a un ser vivo. De acuerdo con Ugobe, cada Pleo puede aprender de sus experiencias y entorno mediante una sofisticada inteligencia artificial, desarrollando con ello una personalidad individual.
Pleo fue presentado el 7 de febrero de 2006 en la DEMO Conference en Scottsdale, Arizona. Los envíos de Pleo comenzaron el 5 de diciembre de 2007 y su precio inicial fue de 349 dólares.
En España comenzó a ser promocionado en fiestas por la empresa Juguetrónica, alcanzando en ellas gran popularidad. A la vez, comienzan a venderse en eBay, incluyendo enlaces a los videos de YouTube. Es en la campaña de Navidad de 2008 cuando llega al gran público, estando disponibles en cadenas como Media-Markt y Alcampo, y apareciendo en varios programas de televisión, entre ellos El hormiguero.
El software del robot puede actualizarse mediante una tarjeta Secure Digital o por su interfaz USB. Ugobe alentó a los usuarios a crear modificaciones del firmware del robot, proporcionando enlaces a herramientas de desarrollo de terceras partes, como una interfaz gráfica para usuarios domésticos llamada MySkit, y el desarrollo (cancelado) de un API para programadores llamado "PDK." (Pleo Developers Kit).
En 2008, en un test de varios juguetes animatrónicos con forma de animales organizado por el magazine Slate, el Pleo fue el único que fue considerado un éxito, mientras que el resto de modelos y prototipos de la competencia fueron considerados antinaturales, raros o simplemente no convincentes.
En abril de 2009, Ugobe despidió a todos sus empleados y se declaró en bancarrota.
En junio de 2009 Jetta Company Limited, con sede en Hong Kong adquiere los derechos de Pleo y se compromete a seguir con el desarrollo del PDK y relanzar Pleo

## Diseño
Pleo fue diseñado por un grupo de especialistas en robótica, animadores, técnicos, científicos, biólogos, y programadores. El diseño combinado sensores, articulación, y neurológica para crear una apariencia natural con movimiento orgánico y comportamiento adaptable.
En el desarrollo de Pleo, Ugobe tomó nota de los sistemas biológicos y neurológicos del Camarasaurus, y reinterpretó estos elementos mediante hardware y software.

## Características
- Microprocesador principal : Atmel AT91SAMS256 de 32 bits (núcleo RISC ARM9 con 256 Kilobytes de memoria Flash embebida).
- Microprocesador secundario : microcontrolador NXP LPC2103F de 32 bits (basado en ARM7TDMI-S) situado en la cabeza, controla la cámara y la entrada de audio[4]
- Ocho microcontroladores Toshiba TMP86FH47AUG de 8 bits para controlar los motores, la ranura SD, etc
- Un regulador de voltaje National Semiconductor LM2937 de 500 mA controla la batería propietaria.
- Batería propietaria interna de NiMh 2300 mA a 7,2 V DC, proporciona unas 2 horas de autonomía, con un tiempo de recarga de unas 3 horas
- Cuna de recarga alimentada por un transformador de 100-240 V AC 50/60 Hz 250 mA con una salida de 12 V DC 800 mA
- Varios controladores de motor Fairchild Semiconductor FAN8100N.
- Sistema de visión mediante cámara digital a color Omnivision OV6650 (CMOS CIF de 352 x 288 píxeles) situada en el frontal del morro (para detección de luz y navegación).
- Dos micrófonos biaurales
- Detección de ritmo (estaba planeado que Pleo se moviera al ritmo de la música, pero esa característica fue eliminada).
- Ocho sensores táctiles (cabeza, mentón, hombros, espalda, pies)
- Cuatro interruptores de pie (superficie de detección)
- Catorce sensores de retroalimentación de fuerza, uno por cada conjunto
- Sensor de orientación de la inclinación para la posición del cuerpo
- Sensor de infrarrojo en la lengua para la detección de objetos en la boca
- Puerto IrDA para comunicación bidireccional con otros Pleos
- Conector Mini-USB para descargas en línea
- Ranura de tarjeta Secure Digital para actualizaciones y programas de terceros
- Detección por infrarrojos de objetos externos

## Modificaciones
Son multitud los desarrollos creados por los usuarios de Pleo, muchos perdidos por el cierre de la web oficial, aunque varios pueden descargarse todavía de la oficial italiana. Entre ellos destacan :
- Mod para comunicar por Bluetooth a Pleo con un PC
- Sustitución de la cámara del morro por una spycam que puede enviar datos a un PC para reconocimiento facial, y de vuelta al Pleo
- Control remoto mediante un nunchuk de Wii
- Nueva piel y personalidad de cordero
- Sustitución de la batería propietaria por packs de baterías AA NiMh e ion litio

## Problemas financieros y cierre de Ugobe
Desde diciembre de 2008 Pleoworld comenzó a presentar problemas, estado en mantenimiento por Navidades. Esto era el penúltimo episodio de las dificultades financieras que la empresa venía experimentando desde julio, pues en medio de la crisis financiera se cierran varias financiaciones y créditos, a la vez que baja la demanda de los Pleos. Se descartan nuevas líneas de investigación, se cierra la oficina de Emeryville, California, pasando todas las operaciones a la de Boise, Idaho, sale de la empresa el CEO Bob Christopher y el ex-CFO Liz Gasper vuelve para tratar de reducir la combustión de la empresa y buscar nuevas vías de crédito. No lo logra y a finales de diciembre la empresa vuelve a los cofundadores.
Un fan de Pleo decide crear unos foros no oficiales donde deja para descarga todas las actualizaciones de Pleo. La web oficial vuelve a la vida por un corto tiempo, pero la deuda principal con el proveedor de componentes electrónicos Arrow no logra refinanciarse y en abril se declara en bancarrota. Por esas mismas fechas desparece el proveedor americano de baterías para Pleo, lo que deja a un fabricante alemán como única alternativa a los montajes caseros.

## Resurgimiento de Pleo
Mientras los sitios web oficiales fuera de Estados Unidos continuaban operativos y varios distribuidores seguían ofreciendo su stock y soporte, los fundadores esperaban lograr vender a buen precio la propiedad intelectual de Pleo, y que otra empresa lograra sacar adelante el proyecto, aunque como reconoce uno de ellos el principal problema que enfrentaron fue que la mayoría del público interesado en Pleo no podía pagar el precio inicial, y la crisis apareció antes de lograr la masa crítica de fabricación que hubiera permitido reducir el precio.
Finalmente, el 8 de junio de 2009, la compañía Jetta adquirió los derechos de Pleo, comenzándolo a fabricar nuevamente, hasta el día de hoy.